# استان منطقه‌ای اتیوپی مرکزی
استان منطقه‌ای اتیوپی مرکزی (انگلیسی: Central Ethiopia Regional State) یکی از ایالت‌های منطقه‌ای در اتیوپی است. این ایالت در تاریخ ۱۹ اوت ۲۰۲۳ از بخش شمالی منطقه ملت‌ها، ملیت‌ها و مردمان جنوبی (SNNPR) شکل گرفت. ایجاد این منطقه همزمان با تأسیس ایالت منطقه‌ای جنوب اتیوپی پس از موفقیت همه‌پرسی از منطقه ملت‌ها، ملیت‌ها و مردمان جنوبی سابق صورت گرفت. بزرگ‌ترین قومیت‌های این منطقه شامل گوراجه و هادیا هستند که ۷۰ درصد جمعیت منطقه را تشکیل می‌دهند. رئیس این منطقه نیز از مردم گوراجه است.

## رئیس اداره
- اندشاو تسو (۱۹ اوت ۲۰۲۳ – تاکنون)[۳]

## تقسیمات اداری

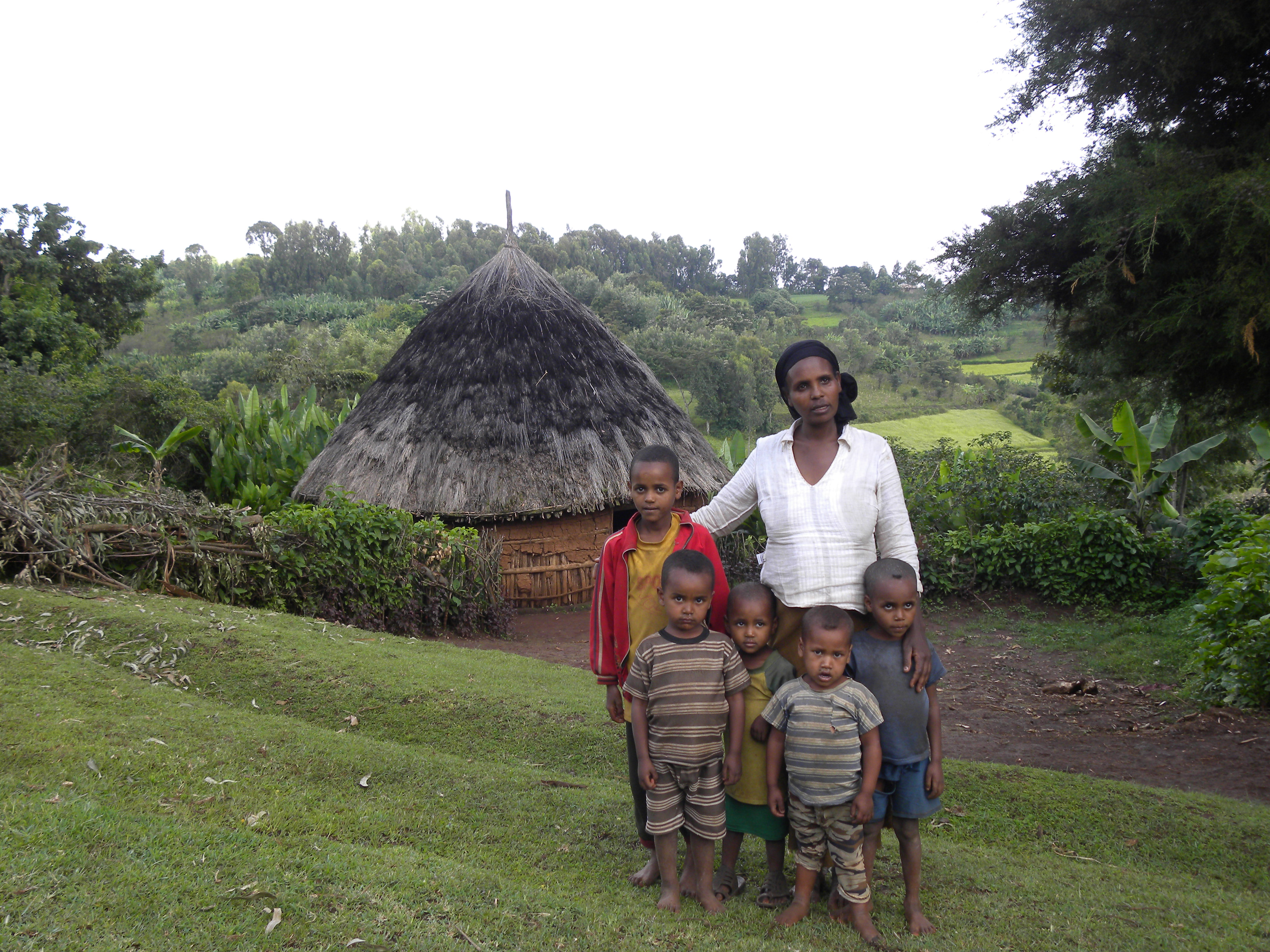
خانواده‌ای از مردم کامباتا در منطقه کامباتا

فهرست زیر مناطق و ورداهای ویژه تأسیس‌شده و جدید در ایالت منطقه‌ای اتیوپی مرکزی را نشان می‌دهد.
| شماره | منطقه/وردا ویژه   | مرکز         |
| ----- | ----------------- | ------------ |
| ۱     | منطقه گوراجه شرقی | بوتاجیرا     |
| ۲     | منطقه گوراجه      | ولکیت        |
| ۳     | شهرستان هادیا     | هوساینا      |
| ۴     | منطقه هالابا      | الابا کولیتو |
| ۵     | منطقه کامباتا     | دورامه       |
| ۶     | منطقه سیلته       | ورابه        |
| ۷     | منطقه یم          | ساجا         |
| ۸     | وردا ویژه کِبِنا    | وشربه        |
| ۹     | وردا ویژه مارکو   | کوشه         |
| ۱۰    | وردا ویژه تمبارو  | مودولا       |